# Pierre Paul Émile Roux
Pierre Paul Émile Roux, född 17 december 1853 i Confolens, departementet Charente, död 3 november 1933 i Paris, var en fransk bakteriolog.

## Biografi
Roux blev 1877 assistent åt Louis Pasteur vid École normale supérieures i Paris kemiska laboratorium, där han med Charles Chamberland gjorde försök med mjältbrand och riktade uppmärksamheten på sig genom sina meddelanden till Académie des sciences. Vid stiftandet av Institut Pasteur 1888 anställdes han vid detta, blev efter Pasteurs död (1895) dess vicedirektor och 1904 dess chef. De undersökningar, som han där gjorde dels ensam, dels tillsammans med Chamberland, Ilja Metjnikov, Alexandre Yersin och andra och publicerade i "Annales de l'Institut Pasteur", behandlar i huvudsak rabies, difteri och stelkramp. I sina Contributions à l'étude de la diphthérie (i "Annales de l'Institut Pasteur", 1888-90) spred han ljus över difterins etiologi. Han fann, att i difterikulturer ett gift bildas, som ensamt, utan att bacillerna införlivas med djurkroppen, framkallar difteri, och kunde framställa detta gift 1889. Genom sitt antitoxin hästblodserum gjorde han mänskligheten en utomordentlig tjänst. Han blev ledamot av Vetenskapssocieteten i Uppsala 1896 och av Vetenskapsakademien i Stockholm 1901 samt tilldelades Copleymedaljen 1917.